# Liste des épisodes d'Incorrigible Cory

Cette page présente la liste des épisodes de la série télévisée américaine Incorrigible Cory (Boy Meets World).

## Première saison (1993-1994)
1. La Guerre des espadrilles  (Pilot)
2. Histoire de palissade  (On the Fence)
3. Esprit d'équipe (Father Knows Less)
4. Bigoudis blues (Cory's Alternative Friends)
5. J'aurai voulu être un génie (Killer Bees)
6. Impasse sur le match (Boys II Mensa)
7. Rock'n Roll Mamie (Grandma Was a Rolling Stone)
8. Voyage dans l'avenir (Teacher's Bet)
9. Y'a de la java dans l'air (Class Pre-Union)
10. Joyeux Noël (Santa's Little Helper)
11. The Father/Son Game
12. Un peu beaucoup passionnément (Once in Love with Amy)
13. L'Amour du risque  (She Loves Me, She Loves Me Not)
14. Le permis de conduire (The B-Team of Life)
15. The B-Team of Life (Model Family)
16. Une famille modèle  (Risky Business)
17. Le Fugitif (The Fugitive)
18. La Malédiction (It's a Wonderful Night)
19. Les Gants du bonheur (Kid Gloves)
20. On ne fait pas d'Hamlet sans casser d'œufs (The Play's the Thing)
21. Le Coup de foudre (Boy Meets Girl)
22. Quelle odyssée (I Dream of Feeny)

## Deuxième saison (1994-1995)
1. Quelle Odyssée (Back 2 School)
2. Premier Flirt (Pairing Off)
3. Cas de Conscience (Notorious)
4. Le Vent de la Récolte (Me and Mr. Joad)
5. La Liste Fatale (The Uninvited)
6. Qui a Peur du Grand Méchant Cory ? (Who's Afraid of Cory Wolf?)
7. Vidéodrame (Wake Up, Little Cory)
8. Thérapie de Groupe (Band on the Run)
9. Premier Baiser (Fear Strikes Out)
10. Sœur Théresa (Sister Theresa)
11. Cruel Dilemme  (The Beard)
12. Célibataires Malgré Eux (Turnaround)
13. Cyrano (Cyrano)
14. Votez pour Moi (I Am Not a Crook)
15. Pour le Meilleur et pour le Pire (Breaking Up Is Really, Really Hard to Do)
16. Le Garçon Dangereux (Danger Boy)
17. Liberté d'Expression (On the Air)
18. Chacun sa Révolution (By Hook or By Crook)
19. À la Vie, à la Mort (Wrong Side of the Tracks)
20. Le Nouveau (Pop Quiz)
21. Le Frisson du Ring (The Thrilla' In Phila')
22. Papa et son Métier (Career Day)
23. La Vie à la Maison (Home)

## Troisième saison (1995-1996)
1. Trahison (My Best Friend's Girl)
2. Pieux mensonges (The Double Lie)
3. La rupture (What I Meant to Say)
4. Le Grand départ (He Said, She Said)
5. Les Flammes de la honte (Hometown Hero)
6. Petit Cory (This Little Piggy)
7. La Vérité et ses conséquences (Truth and Consequences)
8. Vingt ans de mariage (Rave On)
9. La Dernière tentation de Cory (The Last Temptation of Cory)
10. Un métro de retard (Train of Fools)
11. Week-end à la montagne (City Slackers)
12. La Routine (The Grass Is Always Greener)
13. Le Nouveau copain (New Friends and Old)
14. Jalousie (A Kiss Is More Than a Kiss)
15. Tel est pris qui croyait prendre (The Heart Is a Lonely Hunter)
16. Météo d'enfer (Stormy Weather)
17. Frères de sang (The Pink Flamingo Kid)
18. Une leçon à retenir (Life Lessons)
19. Au temps du Rock'n Roll (I Was a Teenage Spy)
20. Retrouvailles (I Never Sang for My Legal Guardian)
21. L'Amour fait des vagues (The Happiest Show on Earth)
22. Les Retrouvailles (Brother Brother)

## Quatrième saison (1996-1997)
1. La Fuite en Avant (You Can Go Home Again)
2. Il ne Faut Pas se fier Aux Apparences (Hair Today, Goon Tomorrow)
3. La Fin des Salades (I Ain't Gonna Spray Lettuce No More)
4. Le Retour de Virna (Fishing for Virna)
5. Sale Egoïste (Shallow Boy)
6. Papa Bon à Tout Faire (Janitor Dad)
7. Tournez Ménage ! (Singled Out)
8. Un Secret... Secret ! (Dangerous Secret)
9. Danse avec les Catcheurs (Sixteen Candles and Four-Hundred-Pound Men)
10. Turkey Day (Turkey Day)
11. Livraison à Domicile (An Affair to Forget)
12. La Lutte des Classes (Easy Street)
13. Aller-Retour (B & B's B 'N' B)
14. Excès de Vitesse (Wheels)
15. Dans la Peau d'une Fille (Chick Like Me)
16. Roméo et Juliette (A Long Walk to Pittsburgh (Part 1))
17. Retour à la Case Départ (A Long Walk to Pittsburgh (Part 2))
18. Question de Choix (Uncle Daddy)
19. Les Cancres se Rebiffent (Quiz Show)
20. L'École de la Vie (Security Guy)
21. L'Accident (Cult Fiction)
22. L'Heure de Vérité (Learning to Fly)

## Cinquième saison (1997-1998)
1. L'histoire de Trois Colocataires (Brothers)
2. Cory Cinéaste (Boy Meets Real World)
3. Une Rentrée Fracassante  (It's Not You... It's Me)
4. Une Soirée de Fraternité (Fraternity Row)
5. Les Sorcières de Pennbrook (The Witches of Pennbrook)
6. Parlez-moi d'Amour  (No Guts, No Cory)
7. L'Embrouille est dans le Sac  (I Love You, Donna Karan: Part 1)
8. À la Recherche d'Angela  (Chasing Angela: Part 2)
9. Comment Réussir dans les Affaires  (How to Succeed in Business)
10. Dernier Tango à Philadelphia  (Last Tango in Philly)
11. Noël Chez les Matthews (A Very Topanga Christmas)
12. Les Joies de la Paternité (Raging Cory)
13. L'Esquimau   (The Eskimo)
14. Cory Séducteur   (Heartbreak Cory)
15. Le Club des Ex  (First Girlfriends' Club)
16. Un Choix Difficile  (Torn Between Two Lovers (Feeling Like a Fool))
17. La Folie dans l'École  (And Then There Was Shawn)
18. Cœur Solitaire  (If You Can't Be with the One You Love...)
19. Eric l'Acteur (Eric Hollywood)
20. Une Nuit Étoilée (Starry Night)
21. Le Dernier Espoir  (Honesty Night)
22. Une Soirée Magique (Prom-ises, Prom-ises)
23. La Vie Change  (Things Change)
24. L'Heure des Adieux (Graduation)

## Sixième saison (1998-1999)
1. L'Escapade  (Her Answer: Part 1)
2. La Grande gécision  (Her Answer: Part 2)
3. Vive la fac  (Ain't College Great?)
4. Douche froide (Friendly Persuasion)
5. Cory à la recherche de son talent  (Better Than  Average Cory)
6. Un baiser amical  (Hogs and Kisses)
7. Un prof très particulier  (Everybody Loves Stuart)
8. La Bague au doigt  (You're Married, You're Dead)
9. L'Art de poétiser selon Cory  (Poetic License: An Ode to Holden Caulfield)
10. Souriez vous êtes filmés (And in Case I Don't See Ya...)
11. Un Noël pas comme les autres (Santa's Little Helpers)
12. La Crise de la quarantaine  (Cutting the Cord)
13. Réunion de famille  (We'll Have a Good Time Then)
14. Héritage  (Getting Hitched)
15. Les Copains d'abord  (Road Trip)
16. Un Bébé pour la St Valentin  (My Baby Valentine)
17. Le Retour du fils prodigue  (Resurrection)
18. Proposition alléchante  (Can I Help to Cheer You?)
19. Conspiration amoureuse  (Bee True)
20. Toute la vérité  (The Truth About Honesty)
21. Les Cauchemars de Cory (The Psychotic Episode)
22. Mariage ou séparation  (State of the Unions)

## Septième saison (1999-2000)
1. Au nom de l'amour  (Show Me the Love)
2. Difficile Séparation  (For Love and Apartments)
3. Engagement  (Angela's Men)
4. Incertitudes  (No Such Thing as a Sure Thing)
5. La Petite Boutique des Erreurs  (You Light Up My Union)
6. Restons Calmes !  (They're Killing Us)
7. Pour le Meilleur et pour le Pire  (It's About Time)
8. Lune de Miel  (The Honeymooners)
9. La Lune de Miel Est Finie  (The Honeymoon Is Over)
10. La Niche  (Picket Fences)
11. La Supercherie  (What a Drag!)
12. Secret de Famille  (Family Trees)
13. Premier Emploi  (The Provider)
14. Sur les Traces de mon Père  (I'm Gonna Be Like You, Dad)
15. La Guerre des Clans  (The War)
16. Eric en Croisade  (Seven the Hard Way)
17. Heureux Évènement  (She's Having My Baby Back Ribs)
18. Bonjour l'Ambiance  (How Cory and Topanga Got Their Groove Back)
19. Frères Ennemis  (Brotherly Shove)
20. Un Monde Imaginaire  (As Time Goes By)
21. Départ pour l'Europe  (Angela's Ashes)
22. New-York, Nous Voilà ! - 1ère Partie  (Brave New World [1/2])
23. New-York, Nous Voilà ! - 2ème Partie (Brave New World [2/2])